# Бешенково
Бешенково — деревня в Дмитровском районе Московской области, в составе сельского поселения Якотское. До 2006 года Бешенково входило в состав Слободищевского сельского округа.
Сельцо Бешенково Повельского стана в XVI веке управлялось Андрониковым моныстырём Москвы.

## Расположение
Деревня расположена в северо-восточной части района, недалеко от границы с Сергиево-Посадским, примерно в 18 км к северо-востоку от Дмитрова, на водоразделе рек Вели и Якоти, высота центра над уровнем моря 224 м. Ближайший населённый пункт — Горбово в 2,5 км на юго-восток. В 700 м от южной окраины деревни проходит автодорога А108 (Московское большое кольцо).

## Население
| 2002 | 2006 | 2010 |
| ---- | ---- | ---- |
| 6    | ↘2   | ↗7   |